# Que Monstro te Mordeu?
Que Monstro te Mordeu? é um seriado de televisão brasileiro criado por Cao Hamburger (mesmo diretor geral de Castelo Rá-Tim-Bum e Família Imperial) junto com Teodoro Poppovic. Estreou no dia 10 de novembro de 2014 na TV Cultura que conta com a parceria do Serviço Social da Indústria de São Paulo, o SESI.No mesmo ano começou a ser exibido pela TV Rá-Tim-Bum,  sendo exibida até hoje, as 9:00 da manhã na própria TV Rá-Tim-Bum.
Em agosto, a série é licenciada para ser exibida pelo canal pago infantil Discovery Kids com estreia em 10 de agosto de 2015.
Em janeiro de 2017, a série passa a ser exibida pela Netflix.

## Enredo
Toda vez que uma criança desenha um monstro, ele ganha vida em um lugar muito especial: o Monstruoso Mundo dos Monstros, espalhando caos por onde passa. Resta a Lali e seus amigos monstruosos - Luísa, Dedé e Gorgo - resolverem a confusão aprendendo algo com ela.

## Personagens

### Principais
- Lali Monstra (Daphne Bozaski) - Apesar de ter garras, orelhas pontiagudas e um rabinho, Lali Monstra é uma menina como qualquer outra. Ela é metade humana e metade monstra porque é assim que foi desenhada e desde que chegou ao Monstruoso Mundo, tornou-se amiga inseparável de Gorgo, Dedé e Luísa e passou a ser tratada como filha por Dr. Z e seu assistente Morgume. Lali geralmente, vive sendo mordida por monstros diferentes e vivendo as aventuras mais absurdas.
- Dr. Z (Paulo Henrique Santos) - Pai adotivo de Lali. Dr. Z é um cientista monstrólogo - que estuda e cataloga todos os tipos de monstro. No entanto, tem como atividade paralela humanologia, a ciência que estuda os seres humanos. Apesar de muitíssimo inteligente, Dr. Z é igualmente atrapalhado e desorganizado e por isso, depende de seu assistente Morgume para tudo. A origem de seu sotaque maluco até hoje não foi desvendada.
- Morgume (Aguinaldo Rodrigues Feitosa) - É o único monstro em todo o Monstruoso Mundo que não foi "desenhado" por uma criança. Ele é na verdade um ginseng mutante criado por Dr. Z para ser seu assistente no laboratório mas que acabou ficando responsável também por cuidar de casa e até mesmo da pequena Lali. Mas Morgume faz tudo isso sem reclamar pois, apesar de ser pequenino tem um coração gigantesco.
- Luísa Maria (Melina Meghini) - É uma poltrona rosa, romântica e sonhadora. É sensível, dedicada... mas Luísa também tem a força de um mastodonte e consegue levantar monstro-pedras e monstro-árvores.
- Dedé Haroldo (Hugo Picchi Neto) - É um monstrinho hiperativo que nunca para quieto. Ele é grudento - vai ver é por isso que é feito de chiclete. Pula sem parar - vai ver por isso é uma bola. Tem quatro braços e oito olhos - e vai ver é por isso que está sempre ocupado com alguma coisa. Dedé porém, só tem uma boca - mas que fala por mais de doze!
- Gorgo (Sidnei Caria) - É um latão de lixo todo embolorado e meio mal humorado. Tem um apetite de monstro-leão e come todo tipo de coisa com um gostinho especial por pneus borrachentos. Ele adora fazer piadas afiadas. Mas apesar das aparências, Gorgo é um monstro muito legal e um grande amigo para Lali, Dedé e Luísa (mas ele só não vai muito com a cara do Super Tom).

### Secundários
- Super Tom (Caio Horowicz) - Toda vez que uma criança desenha um super-herói, ele nasce no Super Heroico Mundo dos Super Heróis. Mas Super Tom, por acidente, veio parar no Monstruoso Mundo dos Monstros. Que azar! Vai ver é por isso que ele vive querendo saber qual o seu real propósito neste monstro-mundo. Quem ele tem que defender? Quais são seus superpoderes? Por sorte, Lali tornou-se sua melhor amiga e o ajudou a se tornar parte da galera.
- Síndico (Eduardo Alves) - Não existe rei, presidente ou mesmo um dono do Monstruoso Mundo dos Monstros, mas existe um Síndico que acha que é o dono do pedaço. Ele adora inventar regras e leis e inferniza aqueles que não as seguem, de dentro de sua privada motorizada. Mas quando dizem que ele é nojento e fedorento, se ofende profundamente.
- Romeu Umbigo - Vendedor e Showman, Romeu Umbigo está sempre empurrando algum produto para algum monstrinho que não o quer. Ele é o monstro do Quero Quero, que te faz sempre querer um pouco mais (que nem na música). Apesar do nome, Romeu não tem umbigo e tem uma bocona que vive sorrindo
- Talvez Sim Talvez Não (Alexandre Guaraci) - Talvez Sim e Talvez Não dividem o mesmo corpo, mas nunca a mesma opinião. Com eles, toda a discussão tem muitos pontos de vista. São um monstro simpático, inofensivo, mas que pode te deixar maluco!
- Ninguém - Quando estão tristes, os monstrinhos vão conversar com Nínguém. Ninguém nunca viu ou ouviu o Ninguém, mas sabem que ele está por lá. E por isso falam com ele.
- Monstro-Montanhas - As montanhas Petrina e Petrona são os habitantes mais antigos deste Monstruoso Mundo. Já Petra é um pouquinho mais nova - tem só um milhão de anos. Juntas e inseparáveis, as três se lembram de coisas que ninguém mais lembra e contam causos de longa data. Outras vezes, porém, Petrina e Petrona inventam maluquices e sobra para Petra tirar a prova.
- Monstro-Notícias (Magda Crudelli e Nilton Marques) Valquíria e Walmorcego são um casal de morcegos que apresentam todas as notícias do Monstruoso Mundo. Diretamente de uma caverna escura, fazem um plantão que invade a história com informações muitas vezes inúteis.
- UMUS - União dos Monstros Unidos é uma bancada com quatro monstrinhos, que imita um pouco a bancada da ONU com os representantes de cada país. Apesar de parecidos, eles se consideram totalmente diferentes e vivem brigando por causa disso. E apesar de se desentenderem e brigarem de maneira cômica, eles chegam a acordos e conclusões.
- Órgãos - Os órgãos aparecem quando um personagem come algo ou vive alguma situação que gera uma reação em seu corpo. Estômago, Intestino, Coração e entre outros falam sobre a comida que entrou, ou o fato do coração bater mais rápido quando se tomou um susto.
- Esteira - (Andre Milano e Nilton Marques) Shorume e Sherman trabalham em uma esteira de separação de lixo para reciclagem no Monstruoso Mundo dos Monstros. Separam papel, plástico e gosma, sem deixar comer algum lixinho aqui e acolá que lhes parece irressistivelmente apetitoso.
- Lesmas - Duas lesmas que observam o Monstruoso Mundo dos Monstros, comentam e cantam a respeito das aventuras dos personagens.

## Exibição

### Televisão
- TV Cultura: De segunda à sábado, às 16h35;
- TV Rá-Tim-Bum: De segunda à sexta, às 13h30 e às 20h30;
- Discovery Kids: De segunda à sexta, à 13:00 e 18:30.

### Internet
- YouTube: Vídeos novos toda terça e quinta.

## Músicas
| Canção            | Artista                  |
| ----------------- | ------------------------ |
| Autocrítica       | "Que Monstro te Mordeu?" |
| Quero-Quero       | Tim Bernardes            |
| Se Joga no Tererê | "Que Monstro te Mordeu?" |
| Shikabum          | "Que Monstro te Mordeu?" |
| Super Tom         | "Que Monstro te Mordeu?" |
| Blorga na Galorga | "Que Monstro te Mordeu?" |
| Banho             | John Ulhoa               |
| Mais Normal       | Clarice Falcão           |
| Medo do Escuro    | Jorge Mautner            |
| Lesmas Professora | "Que Monstro te Mordeu?" |
| Péssimo           | "Que Monstro te Mordeu?" |